# Кочуба-Міке
Кочуба-Міке (рум. Cociuba Mică) — село у повіті Біхор в Румунії. Входить до складу комуни П'єтроаса.
Село розташоване на відстані 367 км на північний захід від Бухареста, 70 км на південний схід від Ораді, 83 км на захід від Клуж-Напоки, 137 км на північний схід від Тімішоари.

## Населення
За даними перепису населення 2002 року у селі проживали 470 осіб.
Національний склад населення села:
| Національність | Кількість осіб | Відсоток |
| -------------- | -------------- | -------- |
| румуни         | 319            | 67,9%    |
| цигани         | 151            | 32,1%    |

Рідною мовою назвали:
| Мова      | Кількість осіб | Відсоток |
| --------- | -------------- | -------- |
| румунська | 319            | 67,9%    |
| циганська | 151            | 32,1%    |